# Забраненият плод
„Забраненият плод“ е български игрален филм (драма) от 1994 година, по сценарий и режисура на Красимир Крумов. Оператор е Войчех Тодоров. Музиката във филма е композирана от Георги Попов.

## Актьорски състав
- Ерланд Йозефсон – Хазяинът
- Самуел Финци – Канцеларистът
- Васил Михайлов – Бащата
- Деса Красова – Момичето
- Катя Паскалева – Майката на момичето
- Румен Трайков